# Bracha
Bracha (auch Beracha, Mehrzahl Brachot – hebr. ברכה, jiddisch: Broche) bedeutet in der jüdischen Religion Segen oder Lobpreis (hebräisch ברך barach).
In der hebräischen Sprache wird ein und dasselbe Wort verwendet, während im Deutschen differenziert wird zwischen dem Handeln Gottes (Segen) und dem, was der Mensch Gott gegenüber zum Ausdruck bringt (Lobpreis).

## Charakteristiken

### Judentum

#### Allgemeines
Im Judentum ist eine Bracha eine Segens- oder Danksagung, die in der Öffentlichkeit oder privat rezitiert wird, normalerweise vor der Ausführung eines Gebots oder dem Genuss von Essen, von Düften usw. sowie als Lobpreisung bei den verschiedensten Gelegenheiten. Im weiteren Sinne spricht sie das Grundverständnis der jüdischen Religion aus, dass der Mensch alles der „Gnade des Allmächtigen“ verdankt. In der Bracha erkennt der Glaubende Gott als die Quelle allen Segens für die Welt an. Sie kann sowohl eine Erklärung der Abhängigkeit als auch ein Ausdruck der Dankbarkeit gegenüber Gott und seinen Gaben sein. Brachot aber auch eine erzieherische Funktion, indem sie helfen sollen, eine Vielzahl alltäglicher Handlungen und Ereignisse in religiöse Erfahrungen umzuwandeln und die das Bewusstsein auf Gott jederzeit zentrieren.

#### Spezielles
Im Judentum wird über jede Mitzwa, wie das Anlegen von Tefillin oder das Anbringen von Mesusot an einer Tür, sowie über Essen und Trinken eine Bracha gesprochen. Nach dem Essen spricht man Birkat Hamason (hebräisch ברכת המזון Tischgebet), das verschiedene Brachot enthält.
Jede Bracha beginnt mit den hebräischen Worten:

„Gelobt seist du, Herr, unser Gott, König der Welt (…) Phonetisiert: Baruch ata adonaj elohenu melech ha'olam, (...)“

bzw. bei einer Bracha für eine Mitzwa mit:

„Gelobt seist du, Herr, unser Gott, König der Welt, der du uns durch deine Gebote geheiligt hast und uns aufgetragen hast …“

Beispiel: Segensspruch beim Lichter-Anzünden am Freitagabend
Hebräisch:

„ברוך אתה ה׳ אלהינו מלך העולם אשר קדשנו במצותיו וצונו להדליק נר של שבת“

Phonetisiert:

„Baruch ata adonaj elohenu melech ha'olam, ascher kidschanu bemizvotav, vezivanu lehadlik ner schel schabbat.“

Deutsch:

„Gelobt seist du, Ewiger, unser Gott, König der Welt, der du uns geheiligt durch die Gebote und uns befohlen, das Schabbatlicht anzuzünden.“

Wer eine Bracha gehört hat, beantwortet sie mit Amen.

#### Beispiele
- Weintrinken: Phonologisch:  Baruch ata adonai, elohenu melech ha'olam, bore pri hagafen. Gelobt seist Du, Ewiger, unser Gott, König der Welt, der die Frucht des Weinstocks geschaffen hat.
- Brotessen: Baruch ata adonai, elohenu melech ha'olam, hamozi lechem min haaretz. Gelobt seist Du, Ewiger, unser Gott, König der Welt, der die Erde Brot hervorbringen lässt.
- Baumfrüchte: Baruch ata adonai, elohenu melech ha'olam, bore pri ha'ez. Gelobt seist Du, Ewiger, unser Gott, König der Welt, der die Frucht des Baumes geschaffen hat.
- Erdfrüchte (Gemüse): Baruch ata adonai, elohenu melech ha'olam, bore pri ha'adamah. Gelobt seist Du, Ewiger, unser Gott, König der Welt, der die Früchte des Erdbodens geschaffen hat.
- Allgemeine Nahrungsmittel: Baruch ata adonai, elohenu melech ha'olam, schehakol nihje bidwaro. Gelobt seist Du, Ewiger, unser Gott, König der Welt. Alles entsteht durch Dein Wort.

### Rezeption im Urchristentum
Das Gebet zur Mahlzeit hat sich im Urchristentum vor allem bei der Feier des Heiligen Abendmahls bzw. der Eucharistie („Danksagung“; griech. εὐχαριστέω eucharistéo ‚ich sage Dank‘) erhalten. Das Wort „Eucharistie“ stammt aus dem griechischen Urtext des Neuen Testaments; im Ablauf des Passahmahls handelt es sich aber um den Lobpreis, den Jesus bei seinem letzten Passah-Abendmahl vor dem dritten Becher gesprochen hat. Auch der erste Timotheusbrief ermahnt die Leser, alles, was Gott geschaffen hat, mit Dank zu genießen und es durch Gottes Wort und das Gebet zu heiligen (1 Tim 4,3–5 ). Und die Didache, eine frühchristliche Kirchenordnung vermutlich aus dem ersten Jahrhundert n. Chr., gibt an die jüdischen Dankgebete angelehnte Lobsprüche wieder, welche man bei der Feier der Eucharistie über Brot und Wein sprechen soll. Dies wird bis heute in der Eucharistiefeier so praktiziert. Der Priester spricht dabei:

„Gepriesen bist du, Herr, unser Gott, Schöpfer der Welt. Du schenkst das Brot, die Frucht der Erde und der menschlichen Arbeit. Wir bringen dieses Brot vor dein Angesicht, damit es uns das Brot des Lebens werde.
Gepriesen bist du, Herr, unser Gott, Schöpfer der Welt. Du schenkst uns den Wein, die Frucht des Weinstocks und der menschlichen Arbeit. Wir bringen diesen Kelch vor dein Angesicht, damit er uns der Kelch des Heiles werde.“

### Im Christentum

#### Vorkommen im Neuen Testament
Im Neuen Testament wird berichtet, dass Jesus bei der wundersamen Brotvermehrung das Brot in seine Hände nahm und den Lobpreis sprach, bevor er es austeilte (Mk 6,30–44  und Lk 9,10–17 ).
Und Gleiches wird vom letzten Abendmahl Jesu in den drei synoptischen Evangelien berichtet (Mt 26,17–29 ; Mk 14,12–26 ; Lk 22,14–20 ): „Während des Mahls nahm er das Brot und sprach den Lobpreis […]. Dann nahm er den Kelch und sprach das Dankgebet“ (Mk 14,22 f.).
Eine besonders ähnliche Formulierung zur heute überlieferten Bracha haben die Evangelisten Matthäus und Lukas (Mt 11,25 ; Lk 10,21 ) aufgenommen. Jesus bricht spontan in einen Jubelruf aus und preist Gott, der sich nicht den Einflussreichen, sondern vielmehr den Armen und Unmündigen zuwendet:
Zu der Zeit fing Jesus an und sprach:

Ich preise dich, Vater, Herr des Himmels und der Erde, dass du dies Weisen und Klugen verborgen hast und hast es Unmündigen offenbart" (Mt 11,25)
Interessant sind hier die seit der Reformation vielfältig vorgenommenen Übersetzungen ins Hebräische, die zwar nicht die gleichen Worte, aber den Inhalt und die Struktur der Bracha enthalten.
| Bracha             | Mt 11,25                      |
| Gelobt seist du    | Ich preise dich               |
| Ewiger, unser Gott | Vater                         |
| König der Welt     | Herr des Himmels und der Erde |
| der du             | dass du                       |

## Einzug ins Deutsche
Der im Deutschen eigentlich unpassende Wunsch nach Hals- und Beinbruch ist vermutlich eine Verballhornung des jiddischen Wunsches Hazloche un Broche, mit der Bedeutung Erfolg und Segen!